# 그레이스 호퍼
그레이스 브루스터 머리 호퍼(영어: Grace Brewster Murray Hopper, 1906년 12월 9일 ~ 1992년 1월 1일)는 미국의 컴퓨터 과학자이자 해군 제독이다. 프로그래밍 언어 코볼의 개발을 주도하였다.

## 생애
그레이스 호퍼는 1906년 미국 뉴욕에서 그레이스 브루스터 머리(영어: Grace Brewster Murray)라는 이름으로 태어났다. 아버지 월터 머리(영어: Walter Murray)는 미 해군 제독이었으며 외할아버지는 토목기사였다. 할아버지의 영향을 받은 호퍼는 수학과 기하학에 관심이 많았다.
1924년 뉴욕 배서 칼리지에 입학하여 수학, 물리학, 공학을 공부하였다. 졸업 후 예일 대학교에서 수학 석사 (1930년)와 수리물리학 박사 (1934년) 학위를 취득했다. 1930년에 빈센트 포스터 호퍼(영어: Vincent Foster Hopper)와 결혼하였고, 남편의 성 "호퍼"로 성을 바꾸었다.

### 제2차 세계 대전
제2차 세계 대전이 일어나자 많은 미국 여성들은 미군에 입대했다. 호퍼도 그 중 한 사람으로 1943년 해군으로 입대하였다. 그녀가 프로그래밍을 배운 것도 해군에서였다. 호퍼가 배속된 해군 연구소에는 컴퓨터 프로젝트의 책임자인 하워드 에이컨이 있었다. 에이컨은 최초의 프로그램 방식 디지털 컴퓨터, 마크 I을 만든 사람이다. 에이킨은 호퍼에게 탄젠트 보간법의 계수를 찾는 일을 맡겼다. 호퍼는 이 과정 속에서 프로그래밍을 배웠다. 40대가 넘어 배운 프로그래밍이지만 누구보다 뛰어났다고 한다.
호퍼가 유명한 이유는 그녀가 최초의 컴파일러를 개발했기 때문이기도 하지만 “프로그램 버그” 개념의 창시자이기 때문이기도 하다. 그녀는 군에서 근무하던 1945년 여름, 마크II가 계속해서 오작동을 일으켜 그 이유를 찾기 위해 컴퓨터를 조사했다. 컴퓨터에는 죽은 나방이 끼어 있었다. 이를 계기로 컴퓨터 프로그램이나 시스템의 착오, 또는 시스템의 오작동의 원인이 되는 프로그램의 잘못을 정의하는 용어를 “버그”라고 정했다.
뿐만 아니라 그녀는 미 해군 최초의 여성 제독이다. 그녀는 컴퓨터를 이용해 해군의 함정 탄도 측정 계산기를 만들어 혁신적인 초탄명중률을 기록하는 등의 공로를 세웠다.

### 전후
전쟁이 끝나고 제대 후 1949년 에커트-모칠리 컴퓨터 회사(영어: Eckert–Mauchly Computer Corporation)에 취직하였다. 에커트-모칠리는 곧 1950년에 레밍턴 랜드 회사(영어: Remington Rand Corporation)에 매각되었고, 레밍턴 랜드는 1955년에 스페리 회사(영어: Sperry Corporation)와 합병하였다. (이후 스페리 회사는 1986년에 유니시스로 합병되었다.)
스페리 회사에서 호퍼는 실수가 잦을 수 밖에 없는 코드 작업 때문에 고생을 많이 했다고 한다. 이 때문에 호퍼는 연구진들과 이러한 실수를 줄일 수 있는 프로그램을 개발하고자 노력했고, 그 결과로 세계 최초의 컴파일러인 A-0이 만들어졌다. 뿐만 아니라 1954년에는 미분 해석기를 만드는 데 성공했다. 이 미분해석기는 한 사람이 6개월간 매달린 복잡한 함수를 18분만에 해결함으로써 많은 사람들을 놀라게 했다.
1957년 B-0 개발에 성공한다. B-0의 정식 이름은 Flow-Matics로, 유니백에서 구현했다. 이 프로그램은 최초의 영어 데이터 처리 컴파일러다. 그전까지 숫자만 사용 가능했던 컴퓨터 언어를 넘어 단어를 사용하는 컴퓨터 언어가 개발된 것이다. 그 후 IBM과 허니웰에서도 차례로 비슷한 컴파일러를 발표했다. 상용언어 표준이 여러가지가 되어 업계에 혼란이 올 것을 대비해 중립적 위치에 있는 대학에서 코볼(COmmon Business-Oriented Language)을 출범시키는 모임이 열렸다. 비록 코볼이 최종적인 형태로 나온 것은 호퍼가 속해 있지 않은 위원회였지만 위원들은 호퍼의 Flow-Matics가 자신들의 사고에 엄청난 영향을 미쳤다는 사실을 인정했다.

### 말년
1986년 8월 14일 미국 해군에서 규정에 따라 은퇴하였고, 1992년에 사망하였다. 1996년에 미국의 이지스 구축함 중 하나인 DDG 70 Hopper가 호퍼의 이름을 따 명명되었다. 현재 호퍼 호는 진주만을 모항으로 하여 태평양에서 임무를 수행하고 있다.

## 같이 보기
- 시스템 공학
- 호퍼 (마이크로아키텍처)